# بنگر بیخ
 بنگر بیخ  یا ( لَرد مَحیا ) تفریحگاهی است از توابع بخش مرکزی شهرستان بستک در غرب استان هرمزگان در جنوب ایران واقع شده‌است.
 بنگر بیخ  در چند کیلومتری جاده ارتباطی بستک به لار، و در سمت جنوب غربی کوه گردنه پاسخند به گویش محلی «کُتَل پاسخند» واقع شده‌است، به صورتی‌که اگر از روی گردنه پاسخند (راه اتومبیل رو) به سوی قبله نظر نمائید کاروانسرا و آب‌انبار (برکه) «بنگر بیخ» یا «لَرد مَحیا» مشاهده می‌شوند. در دشت لرد محیا در حدود ۱۰۰ من جو و گندم می‌توان کشت نمود.

## تفریحگاه سید محیا
«بنگر بیخ» جای بسیار معروفی است در منطقهٔ لارستان و بستک، این مکان جایگاه تفریح و شکار «سید محیا» شاعر شهرستان بستک وجنوب بوده‌است، 
محیا با دوستان ورفیقان خود در اینجا به شکار وتفریح به گویش محلی (گشت و طبخ) می‌رفته‌اند در اوائل قرن یادهم هجری قمری. چنانکه از این بیت شعر که سروده خود سید محیا است نشان می‌دهد:
| چه خوش باشد هوای «بنگر بیخ» |  | کباب پازنان باشد سر سیخ    |
| شکار افکند محیا با رفیقان   |  | به سِت و اربعین و الف تاریخ |

منظور از سِت و اربعین و الف تاریخ: سال ۱۰۴۶ هجری قمری می‌باشد که محیا با رفیقانش در اینجا  بنگر بیخ  به شکار رفته بودند. این مکان به لهجه محلی ( لَرد مَحیا ) نیز نامیده می‌شود.